# راس مارکواند
راس مارکواند (انگلیسی: Ross Marquand؛ زادهٔ ۲۲ اوت ۱۹۸۱) بازیگر تئاتر، بازیگر سینما، بازیگر تلویزیون، و صدا پیشه اهل ایالات متحده آمریکا است. وی از سال ۲۰۰۶ میلادی تاکنون مشغول فعالیت بوده‌است.
از فیلم‌ها یا برنامه‌های تلویزیونی که وی در آن نقش داشته‌است می‌توان به مردگان متحرک، انتقام‌جویان: جنگ ابدیت، و انتقام‌جویان: پایان بازی اشاره کرد.